# Bartjan
Bartjan (svenska: Kroktjärnsvallen) är ett sommarviste för Tossåsens sameby i Bergs kommun, med kåtor, förrådsbyggnader och rengärden. I närheten finns lämningar som kåtatomter, förvaringsgropar och renvallar.
Bartjan ligger omkring 20 kilometer väster om Tossåsens samebys viste Glen i södra delen av Oviksfjällen. 
Det ligger strax nedanför fjällen i fjällbjörkskogen, med kallkällor och fiskevatten i närheten. 
I rengärdena vid vistet skedde kalvmärkning och sommarskiljning, fram till 1940-talet med hjälp av rengärden av palissadtyp  (fjällbjörkstammar uppställda mot slanor, vilande i krysställda klykstörar). De bebodda torvkåtorna var vid denna tid huvudsakligen torvkåtor av bågstångs- och klykstångstyp, för ungefär 35 personer. 
De gamla lämningarna av kåtatomter, renvallar och mjölkgropar i närheten visar på lång samisk närvaro i området. 
Vistet används numera främst under kalvmärkningsperioden under högsommaren.